# Jacales
Jacales är en ort i Mexiko.   Den ligger i kommunen Alto Lucero de Gutiérrez Barrios och delstaten Veracruz, i den sydöstra delen av landet, 260 km öster om huvudstaden Mexico City. Jacales ligger 1 177 meter över havet och antalet invånare är 222.
Terrängen runt Jacales är huvudsakligen kuperad, men åt nordväst är den bergig. Runt Jacales är det ganska glesbefolkat, med 48 invånare per kvadratkilometer. Närmaste större samhälle är Naolinco de Victoria, 18,9 km väster om Jacales. I omgivningarna runt Jacales växer huvudsakligen savannskog.